# 10551 Göteborg
10551 Göteborg là một tiểu hành tinh vành đai chính với chu kỳ quỹ đạo là 1891.7437053 ngày (5.18 năm).
Nó được phát hiện ngày 18 tháng 12 năm 1992.